# Nowa Boćwinka
Nowa Boćwinka (deutsch Neu Bodschwingken, 1938 bis 1945 Neu Herandstal) ist eine kleine Siedlung (Kolonie) in der polnischen Woiwodschaft Ermland-Masuren, die zur Stadt- und Landgemeinde Gołdap (Goldap) im Kreis Gołdap gehört.
Nowa Boćwinka liegt im Nordosten der Woiwodschaft Ermland-Masuren. 12 Kilometer südwestlich der Kreisstadt Gołdap (Goldap). Der Ort, der vor 1945 lediglich aus kleineren Höfen und Gehöften bestand, erfuhr seine Gründung im Jahre 1819. In den ersten Jahren hieß er Bärendorf.
Am 3. Juni/16. Juli 1938 wurden der Nachbarort Alt Bodschwingken und Neu Bodschwingken zur neuen Landgemeinde Herandstal zusammengelegt, wobei die Dörfer als Ortsteile die Bezeichnung Alt bzw. Neu Herandstal erhielten.
In Kriegsfolge kam die Gemeinde 1945 zu Polen. Der Ortsteil Neu Herandstal wurde wieder verselbständigt und erhielt die polnische Namensform „Nowa Boćwinka“. Heute ist die Siedlung eine Ortschaft im Verbund der Stadt- und Landgemeinde Gołdap im Powiat Gołdapski, bis 1998 der Woiwodschaft Suwałki, seither der Woiwodschaft Ermland-Masuren zugehörig.
Der evangelische Bevölkerungsteil war in das Kirchspiel der Kirche zu Grabowen (1938 bis 1945: Arnswald, polnisch: Grabowo) im Kirchenkreis Goldap innerhalb der Kirchenprovinz Ostpreußen der Kirche der Altpreußischen Union eingepfarrt. Deren Pfarrkirche wurde nach 1945 das Gotteshaus auch der in Nowa Boćwinka lebenden Katholiken. Während die katholischen Einwohner vor 1945 nach Goldap orientiert waren, gehörten nach 1945 die evangelischen Kirchenglieder Nowa Boćwinkas zur Kirchengemeinde in der Kreisstadt, jetzt eine Filialgemeinde der Pfarrei Suwałki in der Diözese Masuren der Evangelisch-Augsburgischen Kirche in Polen.
Zu erreichen ist Nowa Boćwinka von der Nebenstraße von Gołdap über Skocze (Skötschen, 1938 bis 1945 Grönfleet) nach Boćwinka (Alt Bodschwingken, 1938 bis 1945 Alt Herandstal) über eine Stichstraße direkt in den Ort. Eine Bahnanbindung bestand bis 1945 über die Station Alt Bodschwingken an der Bahnstrecke Angerburg–Goldap, die im Krieg zerstört und nicht wieder in Betrieb genommen wurde.